# عجوقة شبكية
عجوقة شبكية (الاسم العلمي:Ajuga dictyocarpa) هي نوع من النباتات تتبع جنس العجوقة من الفصيلة الشفوية.